# 6681 Prokopovich
6681 Prokopovich (1972 RU3) là một tiểu hành tinh vành đai chính được phát hiện ngày 6 tháng 9 năm 1972 bởi L. V. Zhuravleva ở Nauchnyj.